# Mark Brovun
Marcos Brovun (24 de julio de 1946 - 9 de octubre de 2012) fue un empleado cultural de Ucrania, galardonado con el Premio Nacional Taras Shevchenko de Ucrania, Director de Arte de Donetsk Nacional Musical y Teatro Dramático.

## Biografía
Brovun nació el 24 de julio de 1946 en Stalino (actual - Donetsk). Se graduó en la Facultad de Ciencias Económicas, Universidad Nacional de Donetsk y más tarde en la Facultad de dirección escénica en el Instituto Estatal Cultura y las Artes de Lugansk. Brovun era un entrenador del óblast de Donetsk y alrededor de todos los equipos militares de URSS; bajo su liderazgo el equipo de la URSS ganó varias veces los juegos, y en 1974 ganó el campeonato de la Unión Soviética. En 1974 llegó a la ucraniana Donetsk Academical Ukrainian Musical Drama Theatre, y en 1987 se hizo cargo de él.

## Actividades públicas
En 1990 - 1994 Brovun fue miembro del consejo de distrito Voroshilovsky (Donetsk). Realizó funciones de vicepresidente de Donetsk rama de la Unión Nacional de Trabajadores de Cine de Ucrania por 10 años. También fue el diputado del Consejo de la cuarta, quinta y sexta convocatorias de Donetsk Oblast' y el Presidente del Comité Permanente en temas de cultura.

## Premios
- 1993 - title Honored Worker of Culture of Ukraine
- 1997 - awardee of the National Union of Theater Workers prize
- 2003 - Taras Shevchenko National Prize in the field of theatrical art, for staging Eneyida by Kotlyarevsky[2]
- Full Chevalier of Order of Merit[1]
- Full Chevalier of the Miner's Glory Medal
- Diploma of Verkhovna Rada of Ukraine, Diploma of the Cabinet of Ministers of Ukraine, also he has been repeatedly awarded diplomas of the Ministry of Culture and Tourism of Ukraine, Donetsk Oblast' Council, Donetsk Oblast' state administration